# 清水丘
清水丘（しみずがおか）は、大阪市住吉区の地名。現行行政地名は清水丘一丁目から清水丘三丁目。

## 地理
住吉区西部、中央区から続く上町台地の市内の最南端に位置する。住吉大社の南にある墨江に続く住宅地。

### 河川
- 大和川
  - 遠里小野橋

## 歴史
かつては墨江西と呼ばれていたが、1970年代初頭に清水丘に代わる。

### 地名の由来
地名の「清水」の由来は、現在は所在地は不明だが、銘酒にふさわしい清水が湧き出ていた場所があったことによる。

### 沿革
- 1981年（昭和56年）、大阪市住吉区墨江西1 - 8丁目・墨江中1 - 8丁目・墨江東1 - 8丁目の各一部と安立町1・8丁目の一部より成立[5]。

## 世帯数と人口
2024年（令和6年）9月30日現在の世帯数と人口は以下の通りである。
| 丁目         | 世帯数    | 人口    |
| ------------ | --------- | ------- |
| 清水丘一丁目 | 1,410世帯 | 2,882人 |
| 清水丘二丁目 | 1,559世帯 | 3,025人 |
| 清水丘三丁目 | 1,392世帯 | 2,757人 |
| 計           | 4,361世帯 | 8,664人 |

### 人口の変遷
国勢調査による人口の推移。
| 1995年（平成7年）  | 9,393人 | [ 6 ]  |  |
| 2000年（平成12年） | 9,407人 | [ 7 ]  |  |
| 2005年（平成17年） | 8,939人 | [ 8 ]  |  |
| 2010年（平成22年） | 8,481人 | [ 9 ]  |  |
| 2015年（平成27年） | 8,377人 | [ 10 ] |  |
| 2020年（令和2年）  | 8,598人 | [ 11 ] |  |

### 世帯数の変遷
国勢調査による世帯数の推移。
| 1995年（平成7年）  | 3,703世帯 | [ 6 ]  |  |
| 2000年（平成12年） | 3,815世帯 | [ 7 ]  |  |
| 2005年（平成17年） | 3,706世帯 | [ 8 ]  |  |
| 2010年（平成22年） | 3,612世帯 | [ 9 ]  |  |
| 2015年（平成27年） | 3,537世帯 | [ 10 ] |  |
| 2020年（令和2年）  | 4,024世帯 | [ 11 ] |  |

## 学区
市立小・中学校に通う場合、学区は以下の通りとなる。なお、小学校・中学校入学時に学校選択制度を導入しており、通学区域以外に住吉区の小学校・中学校から選択することも可能。
| 丁目         | 番   | 小学校               | 中学校               |
| ------------ | ---- | -------------------- | -------------------- |
| 清水丘一丁目 | 全域 | 大阪市立清水丘小学校 | 大阪市立墨江丘中学校 |
| 清水丘二丁目 | 全域 | 大阪市立清水丘小学校 | 大阪市立墨江丘中学校 |
| 清水丘三丁目 | 全域 | 大阪市立清水丘小学校 | 大阪市立墨江丘中学校 |

## 事業所
2021年（令和3年）現在の経済センサス調査による事業所数と従業員数は以下の通りである。
| 丁目         | 事業所数  | 従業員数 |
| ------------ | --------- | -------- |
| 清水丘一丁目 | 56事業所  | 301人    |
| 清水丘二丁目 | 122事業所 | 681人    |
| 清水丘三丁目 | 60事業所  | 530人    |
| 計           | 238事業所 | 1,512人  |

## 交通

### 鉄道
- 阪堺電気軌道我孫子道停留場

### バス
2020年4月現在
- 大阪シティバス[15]
  - 64・65号系統：我孫子道

### 道路
- 大阪府道30号大阪和泉泉南線（あべの筋）
- 大阪府道42号・179号住吉八尾線

## 施設
- 大阪市立清水丘小学校
- 住吉警察署 清水丘交番
- 遠沢公園
- 清水丘公園
- 清水丘ふれあい公園

## その他

### 日本郵便
- 〒558-0033[3]（集配局：住吉郵便局[16]）